# Jaxon Bellina
Jaxon M. Bellina (* 14. Juni 1971 in Dorsten; bürgerlich Michael Bellina) ist ein deutscher Musikproduzent und Songwriter im Bereich Popmusik.

## Musikalische Arbeit
Bellina spielte zunächst für mehrere Jahre Keyboards in verschiedenen Bands. Die spätere gemeinsame Studio-Arbeit mit den DJs Moguai und Phil Fuldner führte zu weltweiten Hits in Clubs und Charts, etwa Phil Fuldners The Final und Miami Pop und Moguai ´s U know Y und Get:On.
2005 war Bellina Co-Produzent von In the Middle der Sugababes und Something Kinda Ooh der Girls Aloud, mit Top-Ten-Platzierungen im Vereinigten Königreich. Seit 2009 arbeitet er in dem englischen Über-Produzententeam Xenomania (für Pet Shop Boys, Franz Ferdinand, Kylie Minogue, Sugababes, Girls Aloud, Gabriella Cilmi).
Artful Dodger, Fisherspooner, Harry „Choo Choo Romero“, X-Press 2, Roman Flügel, DJ Sammy, Meat Katie und 2Raumwohnung, ebenso die Label Universal, EMI, Polydor, EastWest, London, Ministry of Sound, Subliminal, Strictly Rhythm, Skint und Mau5trap baten Jaxon M. Bellina um Remixes und Produktionen.

## Diskografie
Singles
W = Writing, P = Production, R = Remix
- 1998 B. Well – Nowhere Girl (CNR Arcade) P
- 1998 Cevin Fisher – The Freaks Come Out (Dog Snyder Remix) (Edel/Subversive) R
- 1998 Dial M for Moguai – Beatbox/Higher (Superfly / Kosmo Records) W / P
- 1998 Phil Fuldner – The Final (Superfly / Kosmo Records) P
- 1999 Phil Fuldner Works – You can’t fight what you feel (Kosmo Records) W / P
- 2000 Daisy Dee – Love is the answer (Melanie Di Tria Remix) (EMI) R
- 2000 Dial M for Moguai  – Go high (Superfly / Kosmo Records) W / P
- 2001 7th Element – Questa Voce (Melanie Di Tria Remix) (Ultra-x Records) R
- 2001 Moguai presents Punx – The Rock (Punx/EastWest) W / P
- 2001 Phil Fuldner – Miami Pop (Kosmo Music) W / P
- 2002 2Raumwohnung – Ich und Elaine (Moguai Remix) (Goldrush) R
- 2002 DJ Sammy – Paradise of Love (Universal) (Album Track) W / P
- 2002 Loona – Baila mi ritmo (Universal) Co-P
- 2004 Moguai – Freaks (Punx / Superstar Recordings) W / P
- 2004 Sugababes – In the middle (Universal) Co-W/Co-P
- 2004 Sugababes – Three (Universal) Co-W/Co-P
- 2005 Phil Fuldner pres. Superfactor – I don’t care (Polo) W / P
- 2006 Rosenstolz – Nichts von Alledem (Tut mir leid) (Moguai Remix) (Universal Music) R
- 2007 Girls Aloud – Fling (Universal) Co-W/Co-P
- 2007 Girls Aloud – The Sound of Girls Aloud (Universal) Co-W/Co-P
- 2007 Moguai & Tocadisco – Freaks 2007 (Superstar) W / P
- 2008 Da Hool – Wir sind sexy (Daniel Hoppe Remix) (Pias) R
- 2008 Daniel Hoppe – Chasing you (Kontor Records) W / P
- 2009 Moguai vs Sebastian Ingrosso – Sittin on Chrome (Refune Rec) W/P
- 2009 Moguai – Lyve/Impereal (Mau5trap) W/P
- 2010 Kylie Minogue – Heartstrings (EMI) (Album Bonus Track) Co-W/Co-P
- 2010 Kylie Minogue – Mighty River (EMI) (Album Bonus Track) Co-W/Co-P
- 2010 Phil Fuldner – Miami Pop 2010 (Kosmo) W/P
- 2013 Liquidfive – (Album) Co-W/Co-P
- 2013 YOUTHKILLS – Time Is Now (Universal) (Single) Co-W/Co-P
- 2014 Soul Seeds – One (Album) (Starwatch/Sony Music) Co-W/Co-P
- 2014 YOUTHKILLS – Time Is Now (Album) (Universal) Co-W/Co-P
- 2015 Robin Schulz & MOGUAI – Save Tonight (Album) (Warner) Co-P
- 2016 Dimitri Vegas & Like Mike – Stay a while (MOGUAI Remix) (Smash The House) R
- 2017 liquidfive & Alltag – Your Love (5L Records) Co-W/Co-P
- 2017 Frank Rosin & Sido – Fettkampf (Pro7) Co-P/Co-W
- 2018 Moguai &AKA AKA – Home (Axtone Reocrds) Co-P/Co-W
- 2019 Frank Rosin – Laury (5L Records) Co-P/Co-W
- 2019 Frank Rosin – Lucky Ones (5L Records) Co-P/Co-W
- 2020 Moguai – Freaks (PUNX) Co-P/Co-W
- 2020 Tomcraft & MOGUAI & ILIRA – Happiness (RCA) Co-P
- 2020 Moguai & Kai Tracid – DT 64 (HELDEEP Records) Co-P/Co-W
- 2021 Moguai & Georgie Keller – From Dusk Till Dawn (PUNX) Co-W/Co-P
- 2021 Moguai & Graham Candy & MY PARADE – A Little Bit Of Faith (PUNX) Co-W/Co-P
- 2022 David Garrett – Space Table Symphony(BCB) (MOGUAI Remix) R
- 2022 Moguai – Beatbox (PUNX) Co-P/Co-W
- 2023 Moguai – Redemption(PUNX) Co-P/Co-W
- 2023 Moguai – Hold On(SpinningRecords) Co-P
- 2024 Amiaz Habtu – Es geht mir gut (Flowerhill Music) Co-P
- 2024 Amiaz Habtu – Fahrersitz (Flowerhill Music) Co-P/Co-W
- 2024 Amiaz Habtu – Luft&Liebe(Flowerhill Music) Co-P/Co-W
- 2024 Moguai David Puentez Salvatore Mancuso – Your Love(PUNX/WARNER) Co-P
- 2024 Moguai Tiesto – Explode(MF) Co-P
- 2024 Moguai Yvonne Catterfeld – In Between – MOGUAI Remix(Sony/SOS) Co-P
- 2024 Moguai – WillowTree(PUNX/WARNER) Co-P
- 2024 Moguai – NewDay(PUNX) Co-P/Co-W
- 2025 Moguai – Reflected(PUNX/Warner) Co-W/Co-P